# Wu Ying
Wu Ying (Chinese naam:吴英; geboren op 20 mei 1981) is een Chinees ondernemer afkomstig uit de stad Dongyang in de provincie Zhejiang.
Ze groeide op in een boerenfamilie en nadat ze was gestopt met haar boekhoudopleiding ging ze werken in het schoonheidssalon van haar tante. Daarna richtte ze een eigen schoonheidssalon in Dongyang op, dat uitgroeide tot een keten. Later richtte ze een autoverhuurbedrijf op in de nabijgelegen stad Yiwu.
Wu richtte in 2005 de Bense Group op en registreerde 15 bedrijven onder de groep met een kapitaalwaarde van 300 miljoen yuan. In 2006 was ze de op 5 na rijkste vrouw in China met een geschat vermogen van een half miljard dollar.
In februari 2007 werd Wu gearresteerd wegens het frauduleus ophalen van 770 miljoen yuan (bijna € 95 mln) aan kapitaal uit andere bronnen dan de staatsbanken en het frauduleus gebruiken van de geleende gelden. Zo gebruikte ze deze volgens de aanklagers om leningen te dekken en luxeproducten als huizen en auto's te kopen in plaats van deze te investeren in haar bedrijven. Volgens haar advocaat gebruikte ze de gelden wel degelijk voor investeringen en waren de geldschieters vrienden van haar.
Wu werd in april 2009 door de volksrechtbank in Jinhua ter dood veroordeeld. Haar veroordeling werd door het provinciaal gerechtshof op 28 januari 2012 bekrachtigd. Ze tekende daarna beroep aan bij het Volkshooggerechtshof van China.
De terdoodveroordeling van Wu heeft in China tot grote ophef geleid en een debat op gang gebracht over de doodstraf voor economische delicten en het bankenstelsel in China, dat kleine en middelgrote bedrijven benadeelt bij het aangaan van leningen ten opzichte van grote bedrijven, waardoor er een ondergronds bankcircuit is ontstaan.
Op 20 april 2012 heeft het Volkshooggerechtshof de veroordeling tot de doodstraf vernietigd en haar zaak terugverwezen naar het provinciale gerechtshof van Zhejiang. Op 21 mei 2012 werd haar straf teruggebracht tot de doodstraf met een uitstel van twee jaar, welke doorgaans wordt omgezet tot een levenslange gevangenisstraf na die twee jaar. Op 11 juli 2014 werd haar doodstraf omgezet in een levenslange gevangenisstraf. Op 23 maart 2018 werd haar levenslange gevangenisstraf gereduceerd tot 25 jaar.